# Дејв Батиста
Дејвид Мајкл Батиста Млађи (енгл. David Michael Bautista Jr.; Вашингтон, 18. јануар 1969) амерички је глумац и бивши професионални рвач. Имао је неколико наступа у WWE између 2002. и 2019. године. У својој глумачкој каријери, најпознатији је по улози Дракса Разарача у Марвеловом филмском универзуму, почевши од филма Чувари галаксије.

## Биографија
Рођен је 18. јануара 1969. године у Вашингтону. Син је Доне Реј и фризера Дејвида Мајла Батисте. Мајка му је Гркиња, а отац син филипинских имиграната. Деда по оцу му је служио у Војсци Филипина, био таксиста и берберин, а радио је и друге послове како би прехранио породицу. Мајка му је касније изашла из ормара као лезбијка. Изјавио је да је живео у сиромаштву, те да је имао тежак живот — пре него је навршио девет година, на његовом травњаку су се догодила три убиства. Са 13 година почео је са крађом аутомобила, а већ са 17 био отуђен од родитеља и живео сам.
Био је избацивач у ноћном клубу све док није ухапшен након туче у којој су повређена два госта, од којих је један остао без свести. После суђења, осуђен је на годину дана условно. Такође је радио као спасилац, пре него је наставио каријеру у бодибилдингу, за који каже да му је спасио живот. Навео је да је одлучио да преокрене свој живот и постане рвач након што се сломио од срама који је осетио након што је замолио колегу да му позајми новац како би могао да купи божићне поклоне својој деци.

## Филмографија

### Филм
| Улоге Дејва Батисте |                           |               |                |          |
| Година              | Српски назив              | Изворни назив | Улога          | Напомена |
| 2014.               | Чувари галаксије          |               | Дракс Разарач  |          |
| 2015.               | Спректра                  |               | господин Хинкс |          |
| 2017.               | Чувари галаксије 2        |               | Дракс Разарач  |          |
| 2017.               | Блејд ранер 2049.         |               | Сапер Мортон   |          |
| 2018.               | Осветници: Рат бескраја   |               | Дракс Разарач  |          |
| 2019.               | Осветници: Крај игре      |               | Дракс Разарач  |          |
| 2020.               | Открила сам шпијуна       |               | Џеј-Џеј        |          |
| 2021.               | Војска мртвих             |               | Скот Ворд      |          |
| 2021.               | Дина                      |               | Глосу Рабан    |          |
| 2022.               | Тор: Љубав и гром         |               | Дракс Разарач  |          |
| 2022.               | Нож у леђа: Стаклени лук  |               | Дјук Коди      |          |
| 2023.               | Неко куца на врата колибе |               | Леонард        |          |
| 2023.               | Чувари галаксије 3        |               | Дракс Разарач  |          |
| 2024.               | Дина: Други део           |               | Глосу Рабан    |          |
| 2025.               | Голи пиштољ               |               | самог себе     | камео    |

### Телевизија
| Улоге Дејва Батисте |                                      |               |               |             |
| Година              | Српски назив                         | Изворни назив | Улога         | Напомена    |
| 2006.               | Смолвил                              |               | Алдар         | 1 епизода   |
| 2010.               | Чак                                  |               | Т. И.         | 1 епизода   |
| 2021.               | Вид                                  |               | Едо Вос       | 8 епизода   |
| 2022.               | Чувари галаксије: Празнични специјал |               | Дракс Разарач | ТВ специјал |